# Marcel·lina Moragues Ginart
Marcel·lina Moragues Ginart (Palma, 1855 − Inca, 21 de gener de 1923) fou una poetessa mallorquina. Signà amb els pseudònims Àngela Robiol i Una Selvatgina, que sembla relacionat amb els seus vincles amb el municipi mallorquí de Selva.

## Biografia
Res sabem del seu origen social, només el que podem deduir dels seus propis escrits, sempre de tall autobiogràfic. De petita quedà òrfena de pare i, sense germans ni cosins, vivia amb la mare a Palma. En una societat patriarcal com aquella, a Marcel·lina li mancà la protecció que donava la xarxa familiar masculina a les fadrines. Probablement visqué de rendes, tot i que segurament modestes.

## Activitat literària
Ben aviat es dedicà al conreu de les lletres. El primer poema que se'n coneix aparegué el 1879 a L'Ignorancia i el darrer el 1919 a Ca-Nostra. Entremig, molts poemes que es publicaren en revistes com La creu del Montseny, Mallorca Dominical, Ecos y Brisas, o als almanacs d'El Diario de Palma, La Veu del Montserrat, El Áncora, El Isleño... Tenim notícies que el 1885 participà i guanyà un dels premis del certamen de la Joventut Artística de Mallorca. També el 1893 presentà una poesia per al pavelló d'art i literatura femenina balear de l'exposició universal de Chicago. D'altra banda, no hi ha indicis que tingués patrocinadors ni protectors en el món de les lletres. Més aviat creiem que fou marginada de tertúlies i commemoracions, segons es desprèn de la seva obra. Tanmateix ella es delia per ser reconeguda per la plèiade coetània i es vindicava poeta. El 1896 fou citada com a poetessa de gran anomenada per Josep Ignasi Valentí Fortesa en el seu llibre La mujer en la historia i el 1906 l'esmentava com a escriptora coneguda Miquel dels Sants Oliver al seu llibre La literatura en Mallorca.
Filla legítima del Romanticisme, Marcel·lina Moragues fou una escriptora filosoficomoral que blasmà la manca de justícia que observava al seu entorn. Prenia partit pels humils, enfront dels abusos dels poderosos. Traduí al català algun poema de Sor Juana Inés de la Cruz, a qui admirava com a capdavantera de la causa femenina. Assolí la defensa de les dones quan el 1882 des de les planes de L'Ignorancia contestà a l'escriptor misògin Bartomeu Singala, que acabava de publicar el seu poema Llenya a ses dones, metàfora amb què promovia la violència de gènere. Singala desqualificà Moragues perquè havia trencat la llei de la invisibilitat femenina, assolint veu pública, i li recordava la seva desubicació social amb aquestes paraules: A quins llocs és admesa / Sa dona sens companyó? Al número següent de L'Ignorancia, Moragues responia amb Això va per ellsː Jo sa llengo he de tenir / a dins sa boca estotjada? / No pot ser, aquesta arruixada / cap dona la pot sofrir. [...]
A través dels seus poemes podem conèixer què significava per a ella la creació literària i alhora intuir els entrebancs que com a dona hi trobà per desenvolupar-la, i per rebre el reconeixement dels altres poetes. Tanmateix, com que no era acceptada, escrivia: "de mi no en fan cas". Això la feria i la feia dubtar d'ella mateixa i empetitir-se. L'any 1883 morí l'home que estimava, la qual cosa marcà per sempre la seva vida i la seva producció literària. A partir d'aleshores cantà la soledat com a tràgic destí, però també com a cau de la seva poesia. En aquesta desolació només la conhortaven les amigues i el refugi de la religió. Des de finals del 1883 la poetessa canvià el registre dialectal de les seves composicions pel literari, i s'uní al moviment de la Renaixença. Cultivà diversos temes com el patriòtic, el religiós, l'amorós, el social, etc., i esdevingué una bona narradora de les feines rurals femenines, seguint la mètrica popular, i dels sentiments de la dona en determinades conjuntures històriques.